# 青岛天价虾事件
青岛天价虾事件，也称“青岛大虾”、“38元天价虾”事件，主要指2015年10月发生在中国山东省青岛市市北区的一宗海鲜店对外地游客按过高定价收取餐费而引发的事件，事件被当事人经微博曝光后引发社会广泛关注。

## 背景
1980年代末，青岛建成了专营海鲜的大排档街，近百家经营活海鲜的个体小吃店紧紧相挨。因其价格较高，对外地人宰客现象严重，故有“杀人街”之称。而1992年的电视连续剧《杀人街的故事》就描述了“杀人街”上宰客的这些事。青岛的酒店、饭店、餐馆等销售的海蝦、鮑魚、海螺等海產品有的按個计价，有的按份计价，價格差別很大。在不事先明码标价的情况下，出入较大，容易引起误导。

## 事件经过
事件发生于2015年10月4日傍晚，江苏南京游客朱某和四川广元游客肖某作为消费者在乐陵路92號的“善德活海鲜烧烤家常菜”餐馆就餐，据称其曾在点餐前向商家确认过“蒜蓉大虾”是38元/份，在结帐时却发现价格为38元/只，一盘要价1520元（人民币，下同）。随后两人报警，当地公安派出所民警到场了解情况后表示没有执法权，有关价格纠纷的问题归物价局管理。后联系到的物价局表示因正处国庆节假期不办公，需要消费者报警解决。民警离开后，店家威胁称不交钱就不能走，于是双方僵持到凌晨。此后消费者再次报警，与店家双方被带到辽宁路派出所，经民警协调，两人向店方支付了大部分菜金（2000元和800元）。
事件在经当事消费者的微博发布传播后，引发了中国大陆民众的关注和争论。《北京青年报》记者随即采访了消费者方的两人，两人称在跟店家争执的过程中，店家称“他要了两盘蛤蜊、两盘扇贝，两盘蛤蜊、扇贝全都给他按个算，再吵全论个卖，蛤蜊也论个，一盘蛤蜊38个，380元，两盘蛤蜊760元，两盘扇贝，一盘扇贝12个，120元，两盘240元，全算上！”但在曝光的餐馆菜单底下，有“以上海鮮按個計價”的一排小字。另外该餐馆从10月1日起就遭到了不少游客的投诉。

## 事后处理
10月6日，青岛市市北区物价局向善德餐馆下达《行政处罚事先告知书》，对该店做出“立即改正价格违法行为并罚款90000元”的行政处罚，此后该店老板失踪。10月8日，该店老板被公安部门找到。但消费者当事人肖某表示自己既没有收到退款，也没有接到任何道歉。同日，青岛市市北区市场监管局主要负责人被停职检查，青岛市旅游局、工商局、物价局、公安局联合发布《关于进一步治理规范旅游市场秩序的通告》，而其余涉案人被进行诫勉谈话。
事发后，该餐馆停业，招牌也被拆除，不少游客来到该餐馆门前参观并拍照留念。10月8日下午，青岛市委副书记、市长、市旅游工作领导小组组长张新起主持召开全市旅游工作领导小组（扩大）会议。会上指出，要依法全面治理服务业市场秩序。10月9日，当地物价局责令店主全额退还消费者肖某钱款，并公开道歉。随后肖某称收到644元的退款。
事后经调查得知宰客店主为山东青岛本地人，因刚刚支付了下半年的房租，妻子又生了孩子，造成经济条件较差，因而铤而走险。

## 相关评论及媒体报道
该事件发生在2015年国庆黄金周期间，大陆网民有较多闲暇关注该事件，造成了社交网络上的快速传播。不少网友也在该事件推动下，曝出自己曾经的被宰经历。
若干媒体据此作出了评论，指出此次事件损害了青岛旅游形象。中国大陆官媒人民网及《南方日报》指出，山东省着力打造“好客山东”旅游品牌，其旅游宣传经常在央视《朝闻天下》、凤凰卫视以及山东各地旅游景区出现。而该店因为一只天价大虾，玷污了旅游品牌，也损害了自身形象。《新京报》也发表评论文章《一盘大虾何以“重创”青岛》，指出该问题也在一些旅游城市中存在，根源在基层部门的懒政与地方保护主义。
事件更被境外媒体报道，包括英国《镜报》、英国广播公司、新加坡AsiaOne等。有境外网友评论指出，国内挨宰不如出国旅游。

## 类似事件
在该事件被披露之后，青岛又报道了若干类似宰客事件。2015年10月2日，一名山西游客被当地一名“黑导游”拉进农家宴消费2300元，其中一道蘑菇炖鸡收费近900元。随后崂山风景区管委勒令该农家宴停止营业，并赔偿该游客全部损失；而在10月6日，一位來自寧夏银川的遊客通過微博称其在青島旅遊期间，去了家餐廳點了只帝王蟹，店家稱重之前直接把螃蟹腿都拔掉了，稱完後七斤多，且稱了就必須買，吃過後結賬兩個人花了近3000元。据這位遊客拍攝的餐廳賬單顯示，帝王蟹398元一斤，重7斤，加上80多元的酒水，共花費2876元。而有关部门正在对此事进行调查。
另外，事发后，青岛市旅游局官方微博发布了一条与青岛美食有关的微博，后引发网民大量追评。
2017年7月26日，有游客与青岛市崂山区“渔港水产海鲜餐厅”就龙虾价格产生消费纠纷并在微博曝光，再次引发社会关注。当地多部门调查后于7月31日发布情况说明，澄清饭店做到了明码标价和事前告知。也有网友曝出餐馆老板与游客的对话截图，指游客要求5倍赔偿并报销机票费用，有敲诈嫌疑。